# Zardinellidae
Zardinellidae zijn een uitgestorven familie van weekdieren uit de klasse van de Gastropoda (slakken).

## Taxonomie
De volgende taxa zijn bij de familie ingedeeld:
- Geslacht  † Zardinella Bandel, 1994
  -  † Zardinella cingulata (Zardini, 1978)
    - =  † Coelostylina cingulata Zardini, 1978[2]